# Eliud Zeledón
Felid Eliud Zeledon (ur. 24 listopada 1983) – nikaraguański piłkarz występujący na pozycji obrońcy. Zawodnik klubu Deportivo Walter Ferretti.

## Kariera klubowa
Zeledon karierę rozpoczynał w 2004 roku w Realu Estelí. Przez 5 lat zdobył z nim 3 mistrzostwa Nikaragui (2007, 2008, 2009). W 2009 roku odszedł do drużyny Chinandega FC. Spędził tam 2 lata, a potem przeniósł się do zespołu Deportivo Walter Ferretti.

## Kariera reprezentacyjna
W reprezentacji Nikaragui Zeledon zadebiutował w 2009 roku. W tym samym roku został powołany do kadry na Złoty Puchar CONCACAF. Zagrał na nim w meczach z Meksykiem (0:2), Gwadelupą (0:2) oraz Panamą (0:4), a Nikaragua zakończyła turniej na fazie grupowej.